# Kela Chay
Kelā Chāy (farsi کلاچای) è una città dello shahrestān di Rudsar, circoscrizione di Kela Chay, nella provincia di Gilan. Aveva, nel 2006, una popolazione di 11.304 abitanti. Si trova sulla costa del mar Caspio a sud-est di Rudsar.